# 대구광역시립달성도서관
대구광역시립달성도서관(大邱廣域市立達城圖書館, Daegu Dalseong Public Library)은 대한민국 대구광역시 달성군 지역을 관할로 하여 독서진흥, 평생교육 등의 업무를 실시하는 공공기관이다.

## 연혁
- 1991년 12월 20일 경상북도립달성공공도서관으로 개관. 초대 관장 곽창락 취임.
- 1995년 2월 15일 제2대 관장 서원택 취임
- 1995년 3월 1일 법률 제4802호에 의거 경상북도 달성군에서 대구광역시 달성군으로 행정구역 명칭이 변경됨과 동시에 대구광역시립달성도서관으로 명칭 변경
- 1997년 1월 1일 제3대 관장 배진오 취임
- 1999년 1월 1일 제4대 관장 이진국 취임
- 2001년 3월 9일 대구광역시 달성군평생학습관으로 지정
- 2001년 4월 1일 제5대 관장 오세철 취임
- 2001년 11월 29일 제4회 전국문화기반시설 운영 평가 장려상 수상
- 2002년 3월 12일 디지털자료실 개설
- 2003년 1월 13일 제6대 관장 장창희 취임
- 2003년 3월 15일 대구광역시 달성군평생학습관으로 지정
- 2004년 4월 1일 이동문고 개설
- 2005년 1월 1일 대구광역시 달성군평생학습관으로 지정
- 2005년 3월 1일 제7대 관장 김순열 취임
- 2006년 1월 13일 제8대 관장 배상갑 취임
- 2007년 1월 13일 제9대 관장 석정숙 취임
- 2007년 2월 16일 아이Mom책세상 준공
- 2008년 3월 21일 한국도서관상(단체부문) 수상
- 2009년 4월 10일 대구광역시 달성군평생학습관 지정
- 2011년 9월 1일 제10대 관장 조해숙 취임
- 2013년 7월 1일 제 11대 관장 김형준 취임
- 2013년 12월 17일 달성교육지원청 주관 2013 우리마을 교육공동체 운영 및꿈,사랑,행복 더하기 달성교육기부 유공 감사패 수상